# Final do Campeonato Europeu de Futebol de 1972
A Final do Campeonato Europeu de Futebol de 1972 foi uma partida de futebol disputada em 18 de Junho de 1972 para determinar o vencedor do Campeonato Europeu de Futebol de 1972. A partida foi contestada pela Alemanha Ocidental e pela União Soviética, que lutava pelo seu segundo título no torneio, no Estádio de Heysel, em Bruxelas. Os Alemães venceram a partida por 3 a 0, com golos de Gerd Müller (dois) e Herbert Wimmer.

## Caminho para a final
| Qualificação       | Qualificação       | Qualificação     | Qualificação    |
| Alemanha Ocidental | Alemanha Ocidental | União Soviética  | União Soviética |
| Oponente           | Resultados         | Oponente         | Resultados      |
| ------------------ | ------------------ | ---------------- | --------------- |
| Polónia            | 3–1, 0–0           | Espanha          | 2–1, 0–0        |
| Turquia            | 1–1, 3–0           | Irlanda do Norte | 1–0, 1–1        |
| Albânia            | 1–0, 2–0           | Chipre           | 3–1, 6–1        |
| Quartas de final   |                    |                  |                 |
| Inglaterra         | 3–1                | Iugoslávia       | 3–0             |
| Semifinais         |                    |                  |                 |
| Bélgica            | 2–1                | Hungria          | 1–0             |

## O jogo

### Detalhes
| 18 de junho de 1972 | Alemanha Ocidental          | 3 – 0     | União Soviética | Estádio Rei Baudouin, Bruxelas               |
| 16:00               | Müller 27' 58' · Wimmer 52' | Relatório |                 | Público: 43,066 Árbitro: Ferdinand Marschall |

| Alemanha Ocidental | União Soviética |

| GK           | 1  | Sepp Maier               |
| SW           | 5  | Franz Beckenbauer (c)    |
| CB           | 2  | Horst-Dieter Höttges     |
| CB           | 4  | Hans-Georg Schwarzenbeck |
| CB           | 3  | Paul Breitner            |
| DM           | 6  | Herbert Wimmer           |
| CM           | 8  | Uli Hoeneß               |
| CM           | 10 | Günter Netzer            |
| RW           | 9  | Jupp Heynckes            |
| LW           | 11 | Erwin Kremers            |
| CF           | 13 | Gerd Müller              |
| Treinador:   |    |                          |
| Helmut Schön |    |                          |

| GK                  | 1  | Yevhen Rudakov         |                               |     |
| RB                  | 2  | Revaz Dzodzuashvili    |                               |     |
| CB                  | 3  | Murtaz Khurtsilava (c) | Penalizado com cartão amarelo |     |
| CB                  | 12 | Volodymyr Kaplychnyi   | 43'                           |     |
| LB                  | 13 | Yuri Istomin           |                               |     |
| CM                  | 7  | Vladimir Troshkin      |                               |     |
| CM                  | 6  | Viktor Kolotov         |                               |     |
| CM                  | 14 | Anatoliy Konkov        |                               | 46' |
| RF                  | 8  | Anatoly Baidachny      |                               |     |
| CF                  | 9  | Anatoliy Banishevskiy  |                               | 66' |
| LF                  | 18 | Vladimir Onishchenko   |                               |     |
| Substitutions:      |    |                        |                               |     |
| MF                  | 15 | Oleg Dolmatov          |                               | 46' |
| FW                  | 11 | Eduard Kozynkevych     |                               | 66' |
| Treinador:          |    |                        |                               |     |
| Oleksandr Ponomarov |    |                        |                               |     |

| Match rules - 90 minutes. - 30 minutes of extra time if necessary. - Penalty shoot-out if scores still level. - Maximum of two substitutions. |